# 高翀 (洪武進士)
高翀，山西翼城（今齐河）人。明朝政治人物、进士。

## 生平
洪武三年，鄉試中舉。洪武十八年（1385年），高翀中乙丑科进士。后升任刑部郎中，其生活节俭谨慎。某日，明太祖朱元璋微服私访，经过其家，看到其妻子在做纺织，翌日早朝后，钦赐其绢以表彰节俭。